# スターデジオ
スターデジオ（STAR digio）は、スカパー!プレミアムサービスで放送されていたデジタルラジオ放送（CSデジタル音声放送）。第一興商が運営。多チャンネル音楽デジタルラジオの先駆である。
コンセプトは「トコトン、オンガク。 」。

## 概要
放送枠は100チャンネル（チャンネル番号400 - 499）を保有し、午前4時を起点とした24時間放送。
開局当初、デジタルでの大量放送が行なわれることにより海賊版氾濫や売上低下を招くとの不安からレコード会社から訴訟を起こされた（後述）。その和解結果に基づき、一部のチャンネルを除いて月曜日〜日曜日の一週間同じサイクルで楽曲が流れ（アトランダムで放送するチャンネルは曲順が変更となる）、毎週月曜日に楽曲が変わる放送形態となった。また、新曲解禁に関しては発売後の日数がシングル楽曲に関しては5日後（水曜日発売楽曲は次の月曜日）、アルバム楽曲は12日後（水曜日発売の楽曲は2週後の月曜日）に解禁となる（水曜日以外で発売される楽曲に関しては、もう1週後の月曜日に解禁となる）。
毎月第一日曜日に実施される「プレミアム無料の日」に関しては、当初のノースクランブル放送実施から長らく対象外となっていた時期を経て、現在は400chのみ(毎週日曜日)となっている。
なお「大解放デー」参加対象外だった時期はGW、お盆、年末年始等に2日程度、全100チャンネルの無料放送を行っていた。その後長らく実施されなかったが、久しぶりに2014年6月17日から一週間、無料放送が行われた。
2024年3月31日をもって閉局。業務用の『スターデジオAir』と『スターデジオ光』は継続。

## チャンネル紹介
以下は現在。
- 400 - STATION400（コンピレーションチャンネル）
コンピレーション番組が中心。
毎週日曜日はスターデジオのプロモ的な役割を果たす「サンデーPOWER PUSH!」[2]となり、これは無料で放送される。
- 401-419 - J-POP等が中心
- 421-429 - フォークソング・演歌が中心
- 430-445、462 - ジャズ・クラシック音楽が中心
- 446-460 - 洋楽が中心
- 420、461、463-499 - ワールドミュージック・BGM・ダンス&ソウル等が中心
- 485 - イージーリスニング　ポピュラーミュージック(Paul Mauriatなど、有名ミュージシャン)の演奏が中心

2013年3月以前の400chは「音楽&トークバラエティ」だった。基本は自社制作による番組だが、一部地上波でも放送されている他番組制作会社による番組（小金沢くんの波乗り歌謡曲、林あさ美のそろそろあさmix、竹川美子のまあまあ聞きんさい!）も放送していた。
また、以前は499chでInterFM897の再送信も行っていたが（「Wolfman Jack Show」や毎年2月に放送されるグラミー賞の中継は権利上の関係から放送されず、別の番組に差し替え放送されていた）2011年3月31日で再送信を終了している。さらにコミュニティ放送のSHIBUYA-FMの再送信を行っていたこともある。

## レコード会社による訴訟
1998年、レコード会社13社によりスターデジオの放送差し止めを求める訴訟が起こされた。
レコード会社側の主な主張は、スターデジオが著作権法の定める放送に該当せず、また、受信者がMD等にデジタル録音することは私的複製に当たらない違法なものであり、第一興商は放送時刻情報を提供するなどしてこれを幇助した、といった物であった。
一審の東京地裁は、スターデジオは著作権法上の放送に該当し、また受信者による録音も私的複製に該当するとしてレコード会社側の主張を退けた。
二審の東京高裁において、2002年12月26日に以下の内容の和解が成立した。現在の新譜放送開始日などの条件はこの和解に基づいている。
- FAXサービスやインターネット等での番組の事前告知において、個別の楽曲の開始、終了時刻を表示しない。
- 新譜の使用禁止期間を設ける（シングルは発売翌日から四日間、アルバムは同十日間）。
- 上記条件に加えて、新譜アルバムは原則として発売後の期間に応じて2 - 3週にわたって分割して放送する。

## 放送の仕様
サンプリング周波数48kHz、ビットレート128kbpsのMPEG-1 Audio Layer2（MP2）。スターデジオの100チャンネルだけで通信衛星（JCSAT-3A）のトランスポンダを1つ占有している。
「スカパー!プレミアムサービス（標準画質）」（光を含む）での放送であり、それに対応するチューナーでのみ受信可能。

## その他
- 一部のコミュニティ放送（FMラジオで特定の市区町村をサービスエリアとするラジオ局）でも再配信されている。2012年9月時点で再配信を行っているコミュニティ放送局は10局程度であり、多数のコミュニティ放送局で再送信されているJ-WAVEやミュージックバードとは対照的に少数にとどまっている。詳しくはコミュニティ放送局一覧の項参照。
- 業務用にNTT西日本・NTT東日本のフレッツ光網を使用してスターデジオを提供する「スターデジオ光」というサービスも提供している。こちらは専用のチューナーが必要である。
- 2018年10月9日には4時から放送障害が発生した。同日11時には音声が復活し同日16時には完全に復旧している[5][6][7]。

## 備考
1. ↑  スターデジオからのお知らせ、2014年6月4日、2014年6月8日閲覧
2. ↑  2013年4月から2014年3月までは「デジオINDEX」であり、「サンデーPOWER PUSH!」はその中の一コーナーだった。
3. ↑  知っておきたい主要判決 29.｢スターデジオ」事件（日本弁理士会 月刊「パテント」2002年7月号）
4. ↑  株式会社第一興商 スターデジオ訴訟に関する和解成立について（共同通信PRワイヤー報道資料021226、第一興商プレスリリース）、2002年12月26日付。
5. ↑  スターデジオ視聴障害のお知らせ - ウェイバックマシン（2018年10月9日アーカイブ分）
6. ↑  “スターデジオ（音楽放送）サービスが停止しております”. 工事・メンテナンス・障害情報.  日本ネットワークサービス (2018年10月9日). 2018年10月11日時点のオリジナルよりアーカイブ。2018年10月11日閲覧。
7. ↑  “音楽放送『スターデジオ』停波復旧のお知らせ”. 工事・メンテナンス・障害情報.   日本ネットワークサービス (2018年10月11日). 2018年10月11日時点のオリジナルよりアーカイブ。2018年10月11日閲覧。